# A dinoszauruszkutatás története

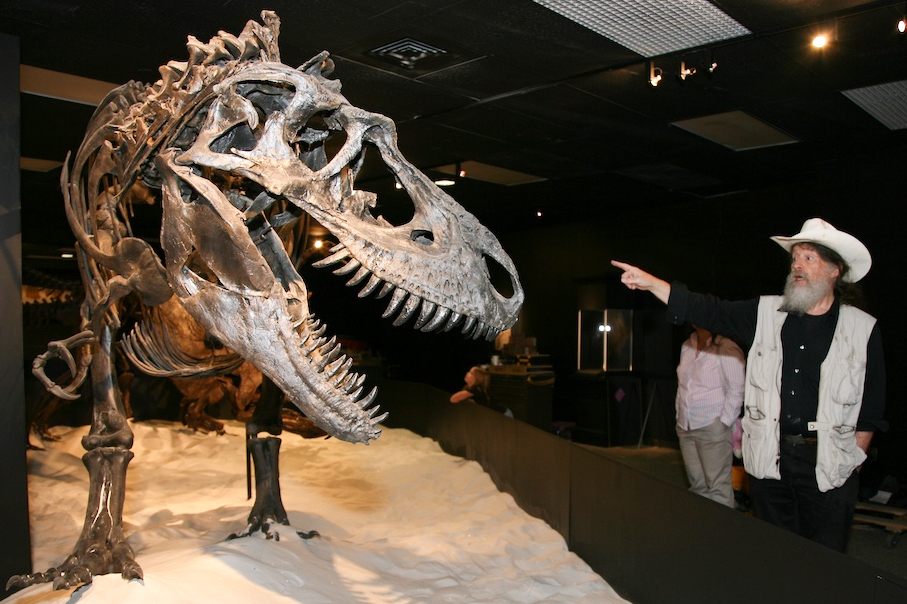
Robert T. Bakker őslénykutató egy tirannoszaurusz-féle (Gorgosaurus libratus) csontvázával.

A dinoszauruszok kutatása az őslénytan egyik ága. Bár a dinoszauruszcsontokat évezredek óta ismerték, igazi természetüket csak nemrégiben ismerték fel – korábban sárkánycsontnak (Kínában) vagy a griffmadár csontjának (ókori Görögország) tartották ezeket. Csak a 17. században, Angliában jelent meg az első tudományos igényű leírás egy fosszilis állkapocsról, amely egy Megalosaurus állkapcsa volt. Az első tudományos közlemény, amelyben szintén a Megalosaurusról számoltak be, 1824-ben jelent meg a londoni Földrajzi Társaság folyóiratában. A második fajt, az Iguanodont 1822-ben fedezték fel. Ezt követően az európai és amerikai tudósok érdeklődésének középpontjába került a nagy hüllőfosszíliák tanulmányozása (a dinoszaurusz megnevezést 1824-ben javasolták először).
1858-ban fedezték el az első dinoszauruszmaradványokat Amerikában, New Jersey államban. Ezt követően versenyfutás tört ki két amerikai tudós között, hogy ki talál több dinoszaurusz-fajt. Ezt követően a dinoszauruszkutatás az összes földrészre kiterjedt – az első antarktiszi dinoszauruszt 1984-ben találták a Ross-szigeten (Antarctopelta oliveroi). A dinoszauruszkutatás terén kiemelkedő jelentőségű Dél-Amerika és Kína, ahol rengeteg maradványt találtak, beleértve az első dinoszaurusztojásokat, és az első tollas dinoszauruszokat, amelyek alapján megállapították a madarak és a dinoszauruszok rokonságát.
Az őslénykutatás, de különösen a dinoszauruszok kutatása az 1970-es évek óta reneszánszát éli, nem utolsósorban a melegvérű dinoszauruszok maradványainak feltárása miatt. 1998-ban Olaszországban fedeztek fel egy fiatal Coelurosauria (Scipionyx samniticus) példányát, amelynek a belső szervei is igen jó állapotban megmaradtak. Bár több kísérletet is tettek, a dinoszauruszok maradványaiból eddig még nem sikerült a DNS rekonstruálása.

## Kr. e. 600-Kr. e. 500

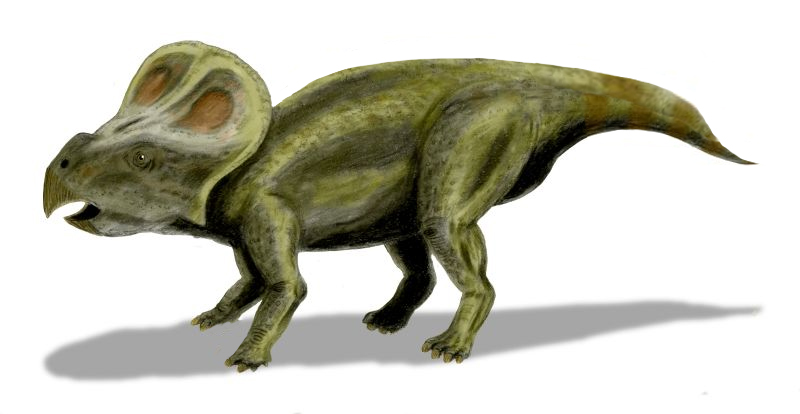
Protoceratops

Az ázsiai kereskedők griffekről mesélnek a görögöknek. A mítoszoknak lehetséges hogy a Protoceratops csontjai adtak ihletet.

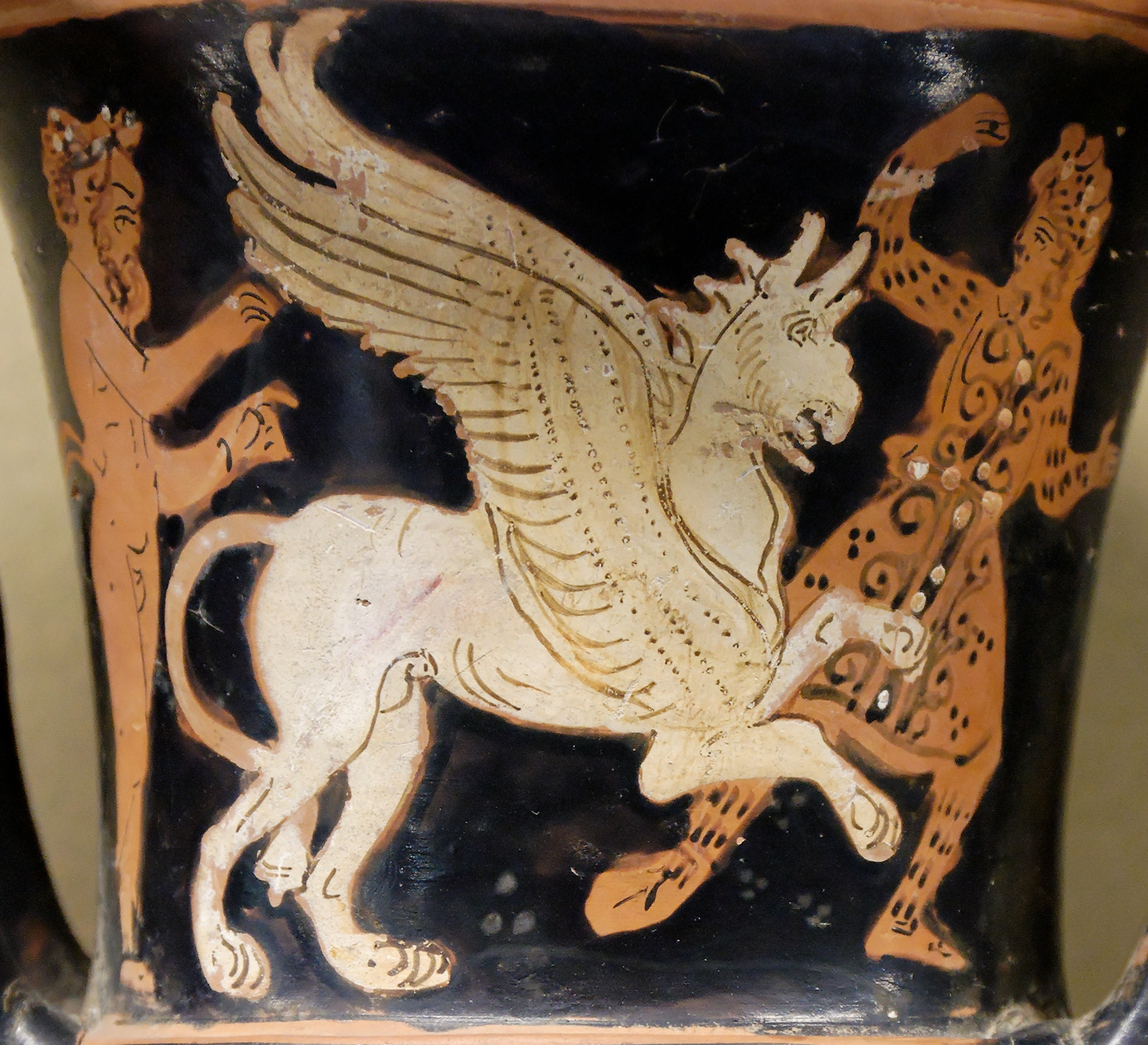
Griff

## Kr. u.28-Kr. u.300
A kínai tudósok írásaiban “sárkánycsontokat” említenek.

## 1676
Robert Plot megörökít egy combcsontot, feltehetően egy Megaloszaurusz csontmaradványát.

## 1824
William Buckland elnevezi a Megaloszauruszt – amiről az első tudományos igényű leírás készült.

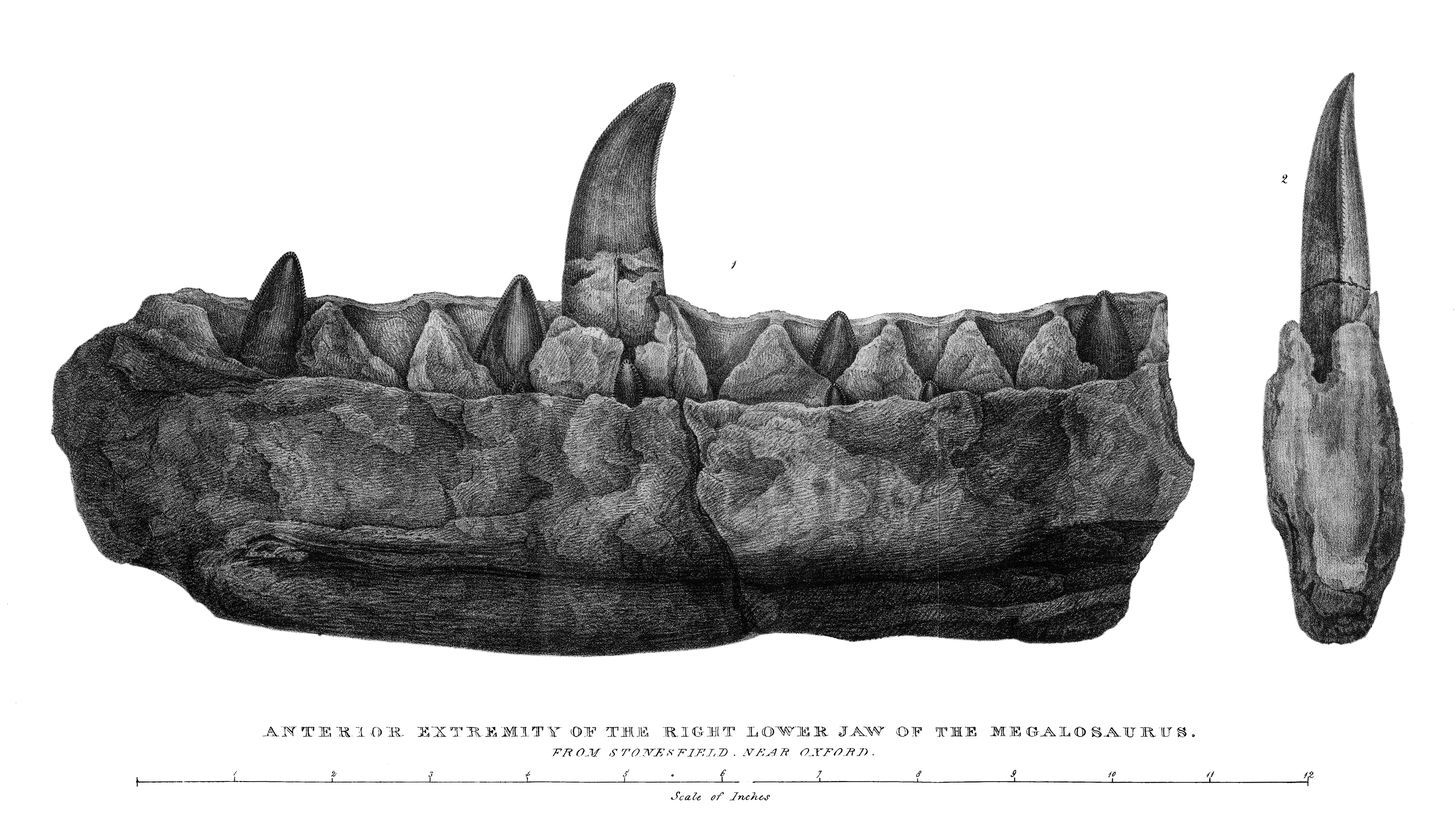
A Megalosaurus alsó állkapcsának jobb oldala.

Miközben továbbra is a Corpus Christi College-ban dolgozott, 1824-ben a Londoni Geológiai Társaság elnöke lett. Itt jelentette be, egy általa Megalosaurusnak (jelentése: nagy gyík) elnevezett óriási hüllő felfedezését, melynek maradványai Stonesfieldben (sztonszfild) kerültek elő, majd részletes leírást készített erről a leletről, amelyről később kiderült, hogy egy dinoszauruszhoz tartozott.

## 1825
Gideon Mantell elnevezi az Iguanodont.

## 1841
Sir Richard Owen fejéből kipattant a ,, Dinoszaurusz ” elnevezés.
Legtöbb hüllő témájú munkája kihalt fajok csontvázairól szól, melyek közül a brit fajokkal kapcsolatosak egy külön sorozatban is megjelentek "A brit hüllő fosszíliák története" címmel (History of British Fossil Reptiles), 4 kötetben 1849-1884 között. A mezozoikum nagy szárazföldi hüllőcsoportjáról írt általános ismertetőjében ő javasolta a dinoszaurusz elnevezést ezekre az állatokra. Elsőként ő ismerte fel a kora mezozoikum furcsa hüllőinél (melyeket Anomodontia-nak nevezett el) a kétéltűekre és az emlősökre emlékeztető tulajdonságokat. Legtöbbjük maradványai 1845-től kezdődően jutottak el hozzá Dél-Afrikából, és vizsgálatuk anyagul szolgált "A dél-afrikai hüllő fosszíliák katalógusa" (Catalogue of the Fossil Reptilia of South Africa) című műhöz, melyet a British Museum jelentetett meg 1876-ban.

## 1850-1851

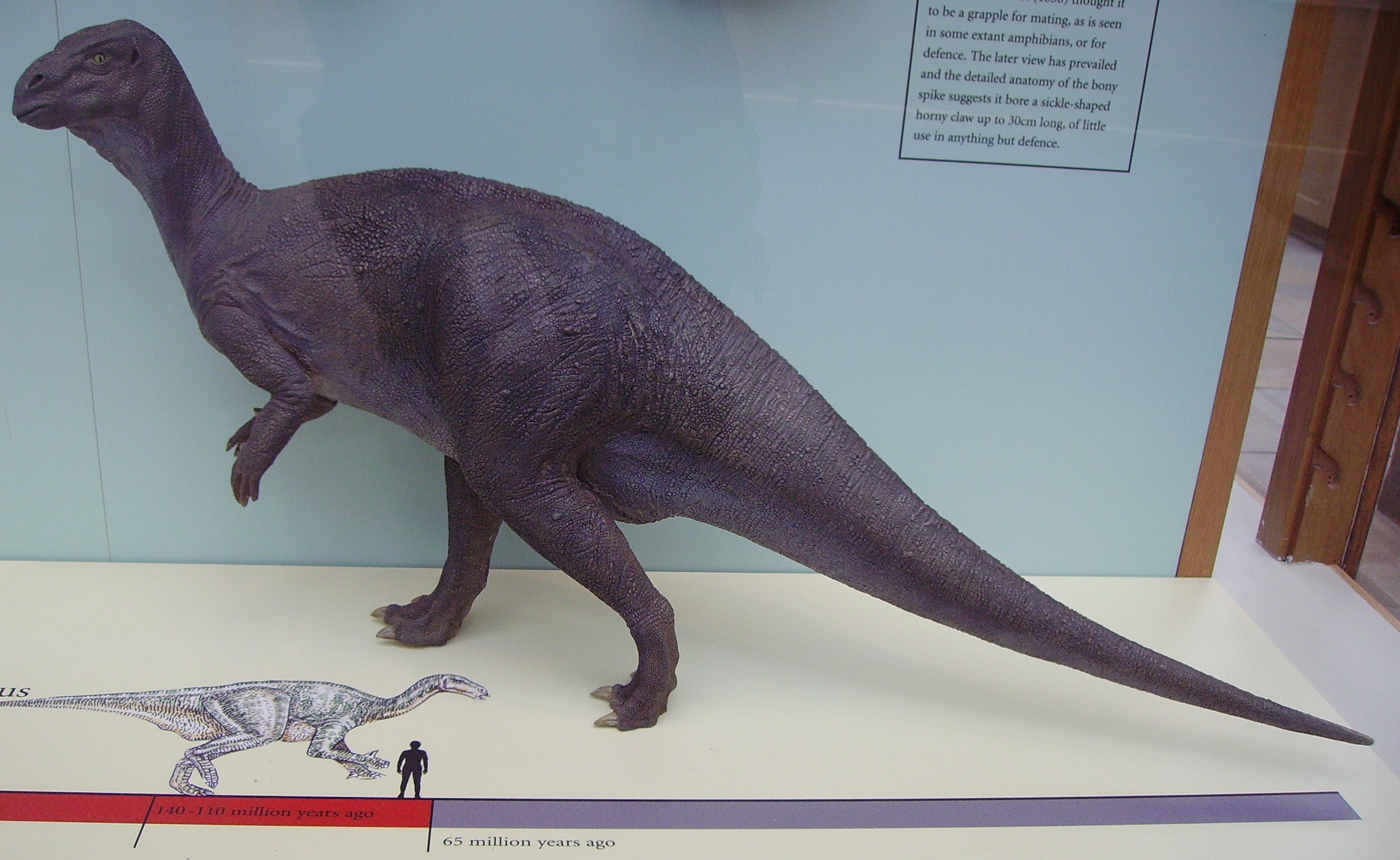
Az Iguanodon modellje

A Londoni világkiállításon bemutatják a világhírű Iguanodon, és Megalosaurus és a kevésbé ismert Hylaeasaurus élet nagyságú szobormodelljét.
Iguanodon: Az Iguanodontidae-ták hat faját különböztetjük meg. Ezek a következők: Iguanodon Anglicus (1829), Iguanodon Dawsoni (1874), Iguanodon Bernissartensis (1881), Iguanodon Fittoni (1888), Iguanodon Atherfieldensis (1924), és az Iguanodon Lakotaensis (1989). Közülük a legismertebb az Iguanodon Bernissartensis. Az állat 12 méter hosszú, magassága (talajtól a csípőig) 2,5 méter, súlya 4-5 tonna. Teste karcsú, kecsesnek mondható méreteihez képest. A hátán, és a farka elülső részén, az inak elcsontosodtak, így a test ezen részei elég szilárdak voltak. Gerincoszlopa 85 csigolyából állt. Háta 17, farka 50, csípőjénél pedig 7 csigolya helyezkedett el. Csípője felépítése sajátosnak mondható. A szeméremcsontja, az elülső részen kiszélesedik, a hátulsó elkeskenyedik. Hátsó végtagjai igen erősek, és így elbírták az állat súlyát. Mellső végtagjai csukló csontja különösen erősek voltak. Az Iguanodon Bernissartensis-nek volt egy jellegzetessége. Hüvelykujja módosult, tüske formában mely kúp alakú volt.(Iguanodontidae-ták sajátossága.) E tulajdonságát az állat a ragadozók elleni védekezésre használta. Koponyája megnyúlt, és az elülső része elszarusodott csőrré alakult. Fogai taréjos őrlőfogak voltak. Az Iguanodon Bernissartensis már képes volt "rágni",(a többi Iguanodontidae-tának is megvolt ezen képessége, ennek a tulajdonságának is köszönhette e dinoszaurusz család a sikereit.) így gyorsabban tudott táplálkozni. Az állat négy lábon járt, de ha futott akkor két lábra emelkedett, és 35 km/h-s sebességgel is képes volt futni. Csordában élt, és a kréta-kori mocsaras síkságokon barangolt.

## 1855
Előkerülnek az első dinoszaurusz csont maradványok az Amerikai Egyesült Államokból.

## 1867
Thomas Henry Huxley elsőként állítja, hogy a dinoszauruszoktól származnak a madarak.

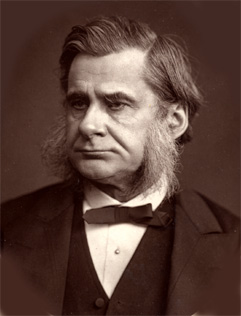
Thomas Henry Huxley

## 1877-1895
A “csontháború” ideje: Othinel Charles Marsh és Edward Drinker Cope ádáz tudományos versengése több mint 100-150 új dinoszauruszcsont maradvány felleléséhez vezetett az amerikai Vadnyugaton.

## 1878
Belgiumban, Bernissart határában a szénbányászok több tucatnyi Iguanodon csont maradványt találtak.

## 1920-as évek
Az Amerikai Természettudományi Múzeum expedíciókat indított a mongóliai Góbi sivatag területére. Sok ismeretlen őshüllő maradványait találták meg, azonkívül feltárták az első dinoszaurusztojásokat.

## 1930-as évek
C.C Young kínai tudós expedíciók sorát vezette szülőföldjén, több új dinoszauruszfaj csontmaradványait hozta napvilágra.

## 1969

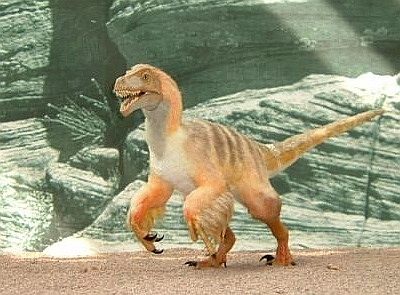
Deinonychus

A Yale Egyetem munkatársa, John Ostrom leírást készített a Deinonychusról, ettől kezdve a tudomány és a nagyközönség már más szemszögből tekint a dinoszauruszokra.

## 1970-től
Egyre több és több bizonyíték utalt rá, hogy a madarak ősei a dinoszauruszok között keresendőek. Ebből bebizonyosodik, hogy a dinoszauruszok legtöbb esetben igen mozgékony és bonyolult viselkedésű hüllők voltak. Az elnevezés félrevezető, a madarak a hüllőmedencéjű dinoszauruszok leszármazottai, a madármedencéjű dinoszauruszok pedig ismert élő leszármazottak nélkül pusztultak ki, míg a napjainkban hüllőknek nevezett állatoknak nem a dinoszauruszok voltak az ősei.

## Lásd még
- Dinoszauruszok
- Hüllőmedencéjűek
- Madármedencéjűek